# Costretto al silenzio
Costretto al silenzio (An Amish Murder) è un film per la televisione del 2013 di Stephen Gyllenhaal.

## Trama
Kate Burkholder è tornata con un lavoro come capo di polizia nella tranquilla cittadina di Painters Mill. La vita viene sconvolta dal ritrovamento di una giovane donna Amish cadavere in mezzo alla neve. Viene chiamato anche un profiler esperto da fuori. Dopo l'omicidio della figlia del sindaco, la situazione degenera e presto si scoprirà il colpevole.